# Колючин
Колючин — остров в Чукотском море. Расположен на севере Иультинского района Чукотского автономного округа. Площадь острова составляет 8 км². В 1963 году на нём были обнаружены древнеэскимосские памятники.

## Название
Среди эскимосов остров был известен под названием «Кулюсик» — «большая льдина», затем это название было адаптировано чукчами в «Кувлючьин» — «круглое», от которого произошло русское название «Колючин». Впервые под русским названием остров был занесён на карту Николая Ивановича Дауркина в 1769 году. Джеймс Кук, посетивший остров в августе 1778 года, нанёс его на карту под названием «Burney’s Island».

## Физико-географическая характеристика

### География
Колючин расположен в Чукотском море, отделён от материка проливом Сергиевского, ширина которого составляет 18 км. Площадь острова составляет 8 км², длина — 4,5 км, ширина — до 1,5 км. Наивысшая точка — 188 метров над уровнем моря. Северный берег скалистый и обрывистый, южный низменный. На острове распространены каменные глыбы и щебнистые россыпи, имеются небольшие участки пятнистых тундр.

### Климат
По данным за 1972—1974 года среднегодовая температура на Колючине составляла 9,7° C, самый холодный месяц — февраль, со среднемесячной температурой от −18,3° C до −29,9° C, самый тёплый — июль, со среднемесячной температурой от 4,2° C до 7,5° C. Положительные температуры встречались в июле—августе, изредка в июне—сентябре. Полярный день длился с 29 мая по 17 июля. В зимний период снежный покров достигал 50—70 см в высоту. Среднегодовая скорость ветра составляла 6—7 м/с, максимальная — от 34 до 28 м/с. Среднегодовое количество осадков составляло 300—500 мм. Месяцем с наибольшим количеством осадков являлся август.

## Фауна
На юго-восточном побережье Колючина расположено лежбище подвида моржа Odobenus rosmarus divergens. На острове водятся белые медведи. По результатам наблюдения за весенним перелётом птиц у Колючина с 16 мая по 3 июня 1987 года, проведённого В. И. Придатко, на острове было зарегистрировано 27 видов птиц, из которых наиболее распространёнными были моевка, толстоклювая кайра, обыкновенная каменка, белая трясогузка, пуночка, дутыш, серебристая чайка, Cepphus grylle mandtii и ипатка.

## История
В апреле 1823 года экспедиция к северным берегам Сибири и Северному-Ледовитому океану под руководством Фердинанда Петровича Врангеля обнаружила Колючин и 11 хижин чукчей на нём. Когда исследователи разбили лагерь на льду в четверти версты от острова, чукчи посчитали это нападением. Однако один из членов команды — чукча Этель — смог успокоить жителей острова. Затем между исследователями и чукчами наладился дружеский контакт и произошёл обмен: исследователи обменяли табак и бисер на китовое мясо. Джеймс Кук нанёс остров на карту под названием «Burney’s Island». 17 апреля экспедиция покинула остров.
29 июня 1909 года зоолог Юхан Корен по льду добрался с острова Идлидля на Колючин, на котором впоследствии провёл 2 недели. После возвращения в Ном 29 июля Корен снова посетил остров. В результате исследований на острове Корен обнаружил кладку яиц бэрдова песочника. В 1912 году Корен снова посетил остров.
В июле 1943 года на севере острова была построена метеорологическая станция «Остров Колючин» для обеспечения безопасности судоходства. В 1963 году археолог Николай Николаевич Диков обнаружил на острове древнеэскимоские памятники: на севере острова развалины жилищ, на западном склоне каменное тесло, обломки сланцевых ножей, скребки, обрубки моржового клыка и фрагменты толстостенной керамики, юго-западнее полярной станции 10 каменных курганов, на юге развалины двух жилищ и оборонительной стены из каменных глыб, а также медвежьи черепа. В 1992 году станция «Остров Колючин» прекратила работу.

## Галерея

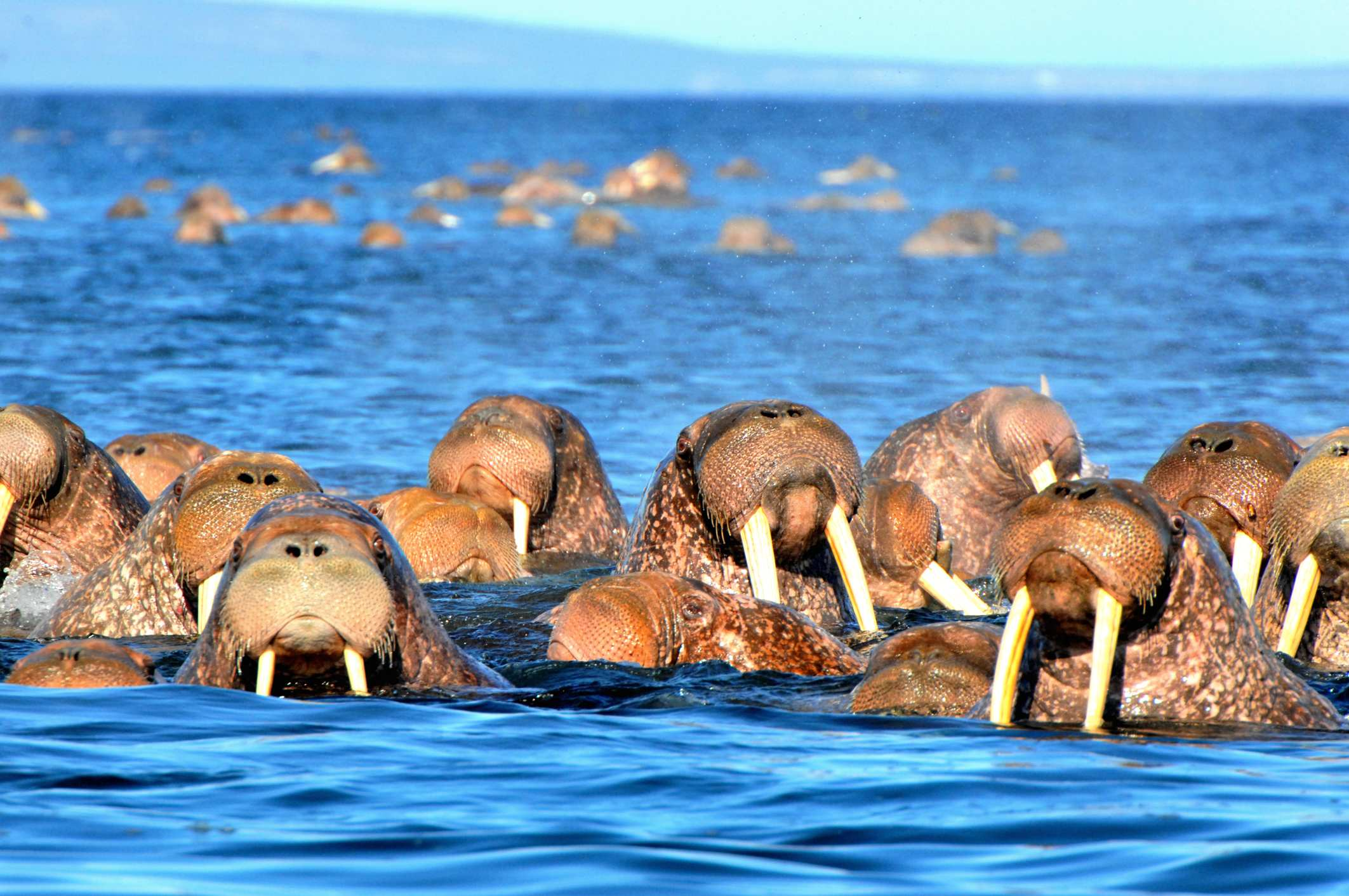
Лежбище Odobenus rosmarus divergens
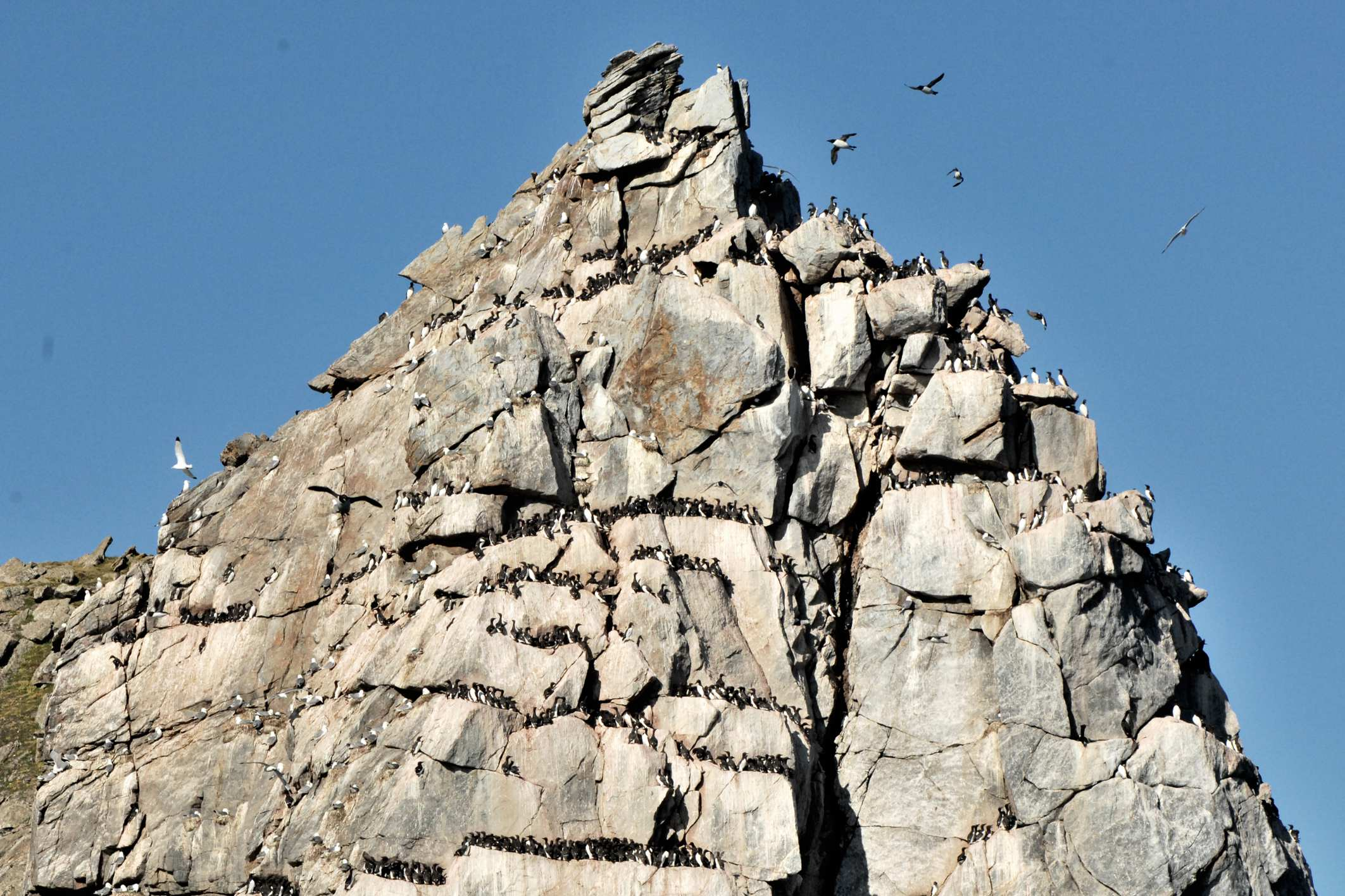
Толстоклювые кайры и моевки на скале
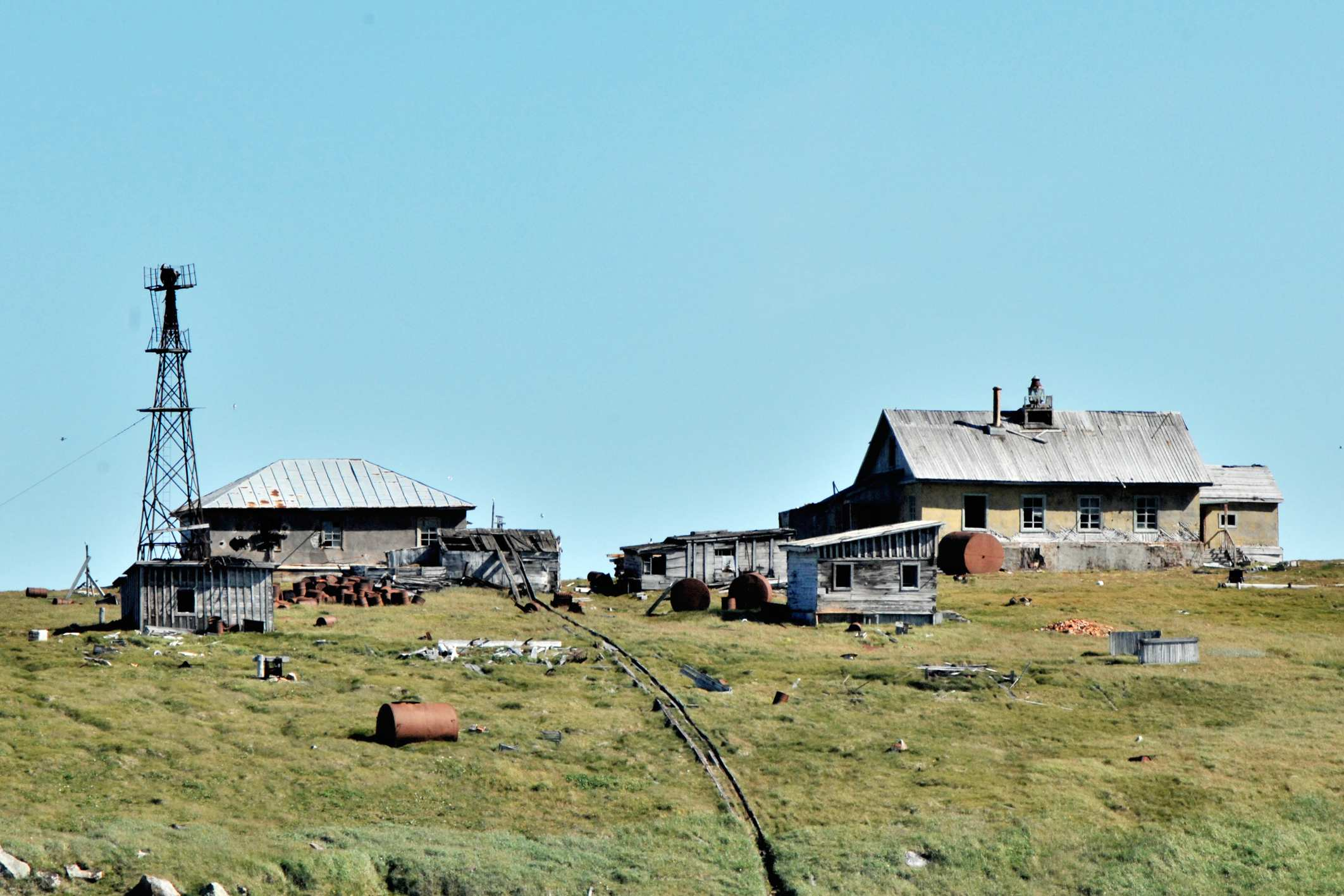
Полярная станция «остров Колючин»